# Mailand–Sanremo 1966
Mailand–Sanremo 1966 war die 57. Austragung des Eintagesrennens Mailand–Sanremo. Es wurde am 20. März 1966 für Berufsfahrer über eine Distanz von 288 Kilometer ausgetragen. Mailand–Sanremo gehörte zu der 1959 begründeten Rennserie Super Prestige Pernod. Sieger des Klassikers wurde Eddy Merckx aus Belgien.

## Rennverlauf
190 Radrennfahrer stellten sich dem Starter in Mailand. Bis zum Passo del Turchino verlief das Rennen, von wenigen Ausreißversuchen abgesehen, ohne Höhepunkte. Danach versuchte Raymond Poulidor mehrmals dem Hauptfeld zu entkommen. Eine große Gruppe sprintete auf der Via Roma um den Sieg. Eddy Merckx gewann das Finale mit wenigen Zentimetern Vorsprung. 123 Fahrer erreichten das Ziel in Sanremo. Von den Mitfavoriten schieden Rik Van Looy und Peter Post aus.

## Ergebnis
| Rang | Fahrer              | Team                  | Zeit      |
| ---- | ------------------- | --------------------- | --------- |
| 1.   | Eddy Merckx         | Peugeot-Michelin-BP   | 6:40:40 h |
| 2.   | Adriano Durante     | Salvarani             | gl. Zeit  |
| 3.   | Herman Van Springel | Dr. Mann-Grundig      | gl. Zeit  |
| 4.   | Michele Dancelli    | Molteni               | gl. Zeit  |
| 5.   | Adriano Passuello   | Legnano-Pirelli       | gl. Zeit  |
| 6.   | Rolf Maurer         | Filotex               | gl. Zeit  |
| 7.   | Raymond Poulidor    | Mercier-Hutchinson-BP | gl. Zeit  |
| 8.   | Franco Balmamion    | Sanson                | gl. Zeit  |
| 9.   | Huub Zilverberg     | Televizier–Batavus    | gl. Zeit  |
| 10.  | Roberto Poggiali    | Bianchi-Mobylette     | gl. Zeit  |